# Остерволде, Джейден
Джейден Остерволде (нидерл. Jayden Oosterwolde; род. 26 апреля 2001 года, Зволле, Нидерланды) — нидерландский футболист, защитник клуба «Фенербахче».

## Клубная карьера
Остерволде — воспитанник клуба «Твенте». В 2020 году в матче против ситтардской «Фортуны» он дебютировал в Эрстедивизи. 17 октября в поединке против «Виллем II» Джейден забил свой первый гол за «Твенте». 31 января 2022 года Остерволде перешёл на правах аренды в итальянскую «Парму». 5 февраля в матче против «Беневенто» он дебютировал в итальянской Серии B. По окончании аренды клуб выкупил трансфер игрока. 15 октября в поединке против «Реджины» Джейден забил свой первый гол за «Парму». 
В начале 2023 года Остерволде перешёл в турецкий «Фенербахче», подписав контракт на 4,5 года. Сумма трансфера составила 6 млн. евро. 25 февраля в матче против «Коньяспора» он дебютировал в турецкой Суперлиге. По итогам сезона Остерволде помог команде завоевать Кубок Турции.

## Личная жизнь
Имеет суринамское происхождение. Его отец, Роланд (Роло) Остерволде, играл за клуб «Де Зварте Схапен», предшественника «Алмере Сити». 
Его двоюродные братья Тиджани и Элиано Рейндерс тоже футболисты.

## Достижения
Клубные
 «Фенербахче»
- Обладатель Кубка Турции — 2022/2023